# 蔣嘉凱
蔣嘉凱（1980年—），台灣殺人犯、遺體修復師、紙雕師，匠紙股份有限公司創辦人兼商品設計。2021年11月21日，在超商被店員規勸佩戴口罩後，持雕刻刀刺殺之致死。

## 生平

### 早年
蔣嘉凱父親是黑幫份子，在蔣嘉凱2歲時因「一清專案」而潛逃至中國。蔣嘉凱直至10歲才輾轉於海南島見到父親。隨後，他被父親送往新加坡就讀貴族學校，除了在此學會防身格鬥技，也因此認識政商菁英背景的同學。蔣嘉凱曾因暴力傷害寄宿家庭的小孩，被逐出後接觸到當地的不良少年，而養成酗酒、抽煙、吸毒之惡習。蔣嘉凱之後回台就讀龍華科技大學英文系，當時他的父親有機會回台，但父子兩人關係不睦。

### 職業生涯
蔣嘉凱出社會後，曾任職於遊戲公司、專案管理師等職務。宣稱因父親罹癌而返台。
另蔣嘉凱也宣稱，曾進入殯葬業從事遺體修復工作。
蔣嘉凱也因遺體修復而進入紙紮業。蔣嘉凱在父親過世後，創立新市紙紮公司，該公司被傳統新式紙紮業者收購後，蔣嘉凱改從事廣告與文創產業。
2015年，蔣嘉凱成為漢鎂國際有限公司負責人，並擔任設計總監。
2018年，蔣嘉凱替男歌手炎亞綸打造EP封面上的紙羊頭面具。
2018年6月1日，蔣嘉凱因在臉書上與網友有糾紛，被臉書某個外包社團的管理員列入黑名單封鎖，且被踢出社團。
2019年，蔣嘉凱創立「匠紙」品牌。，同年授權《聲林之王》節目第二季使用其所設計的動物面具。

### 超商殺人案
2021年11月21日，蔣嘉凱被統一超商蔡姓店員規勸佩戴口罩後，返家持紙雕工作用的雕刻刀返回超商追殺店員。桃園地檢暑會同法務部法醫研究所進行驗屍時，發現蔡姓店員身上有大大小小的防禦傷，左胸及左手臂分別有4個刀傷，其中心臟部位的四刀為致命傷。
事後他受警方詢問時辯稱只記得記憶片段，且聲稱罹患精神疾病且長期看診有服用藥物，衛福部部長陳時中說蔣嘉凱曾有精神科就診紀錄，但並不是精神疾病，有可能是失眠問題且不是列管病人；臺北市議員王世堅說應該速修刑法第19條，不然好像給殺人執照。蔣嘉凱在21日晚間被桃園地院裁定羈押禁見。
2022年3月19日，檢方公佈林口醫院之精神鑑定指出，蔣嘉凱雖有睡眠障礙與憂鬱情狀，但非屬重大精神疾病，其智力、判斷力及認知功能皆在正常範圍內，且犯後態度不佳，請求法院從重量刑。
。
2022年12月13日，臺灣桃園地方法院一審判決蔣嘉凱死刑。褫奪公權終身。
蔣嘉凱殺人後，藝人吳鳳表示從事服務業的人都是無名英雄，要好好保護自己，也呼籲社會大眾尊敬從事服務業的人。
殺人事件後，桃園市長鄭文燦到靈堂向家屬致歉，宣布桃園市的警察局從即日起會採取交叉巡查與複式巡邏制度讓超商營業更安全。
民主進步黨基隆市議員張之豪說：「被人唸一句，就會回家拿刀，出來殺人的人有幾個？...他會殺人，因為，蔣嫌就是個會殺人的惡人。他很可惡，很可恨，我認為他應該要負起殺人罪最重的罰則。」。
蔣嘉凱殺人後突顯出臺灣社會安全網的漏洞，平均每一名關訪員要負責190名精神病患，明顯人力不足。
2023年12月7日，經蔣嘉凱的上訴，臺灣高等法院法官張江澤、章曉文、郭惠玲決議改判無期徒刑，褫奪公權終身。
2024年3月27日，檢察官以及蔣嘉凱上訴至最高法院，最高法院裁定原判決撤銷，回臺灣高等法院更審，案件尚在審理當中。

## 作品

### 著作
- 張倩華、蔣嘉凱，最後的臨別禮物，2014，商周出版，ISBＮ 9789862725436

### 手作書
- 動物立體大面具：我變成了兔子！，2021，時報出版，ISBN 4712966622498
- 動物立體大面具：鯊魚，2021，時報出版，ISBN 4712966625796
- 動物立體大面具：小兔兔，2021，時報出版，ISBN 4712966625819
- 動物立體大面具：大貓熊，2021，時報出版，ISBN 4712966623716
- 動物立體大面具：暴龍，2020，時報出版，ISBN 4712966624553
- 動物立體大面具：小花貓，2019，時報出版，ISBN 4712966623723
- 動物立體大面具：我變成了小熊！，2018，時報出版，ISBN 4712966622504
- Crazy Halloween：警車立體大面具，2021，時報出版，ISBN 4712966625802
- Crazy Halloween：吸血鬼立體大面具，2018，時報出版，ISBN 4712966622719
- Crazy Halloween：南瓜立體大面具，2018，時報出版，ISBN 4712966622726